# Hannoverscher Sportverein von 1896 2009-2010
Questa voce raccoglie le informazioni riguardanti l'Hannoverscher Sportverein von 1896 nelle competizioni ufficiali della stagione 2009-2010.

## Stagione
L'Hannover lotta fino alla fine per la salvezza in Bundesliga. In novembre la società viene colpita dalla tragica scomparsa del suo portiere Robert Enke. Nonostante una sequenza negativa di ben 9 sconfitte consecutive, la squadra affidata da gennaio a Mirko Slomka riesce a recuperare punti importanti nelle ultime partite di campionato e a salvarsi a spese del Bochum, sconfitto in casa per 0-3 nello scontro diretto della trentaquattresima giornata.
In Coppa di Germania, la squadra viene eliminata al Primo Turno, cedendo con il punteggio di 3-1 contro l'Eintracht Treviri.

## Rosa
| N. |                           | Ruolo | Calciatore            |
| -- | ------------------------- | ----- | --------------------- |
| 2  | Brasile (bandiera)        | D     | Vinicius              |
| 3  | Danimarca (bandiera)      | C     | Leon Andreasen        |
| 4  | Rep. Ceca (bandiera)      | D     | Ján Ďurica            |
| 5  | Svizzera (bandiera)       | D     | Mario Eggimann        |
| 6  | Stati Uniti (bandiera)    | D     | Steve Cherundolo      |
| 7  | Germania (bandiera)       | C     | Sérgio Pinto          |
| 8  | Albania (bandiera)        | C     | Altin Lala            |
| 9  | Germania (bandiera)       | A     | Mike Hanke            |
| 10 | Paesi Bassi (bandiera)    | C     | Arnold Bruggink       |
| 11 | Costa d'Avorio (bandiera) | A     | Didier Ya Konan       |
| 13 | Germania (bandiera)       | A     | Jan Schlaudraff       |
| 14 | Germania (bandiera)       | C     | Hanno Balitsch        |
| 15 | Costa d'Avorio (bandiera) | D     | Constant Djakpa       |
| 16 | Germania (bandiera)       | P     | Uwe Gospodarek        |
| 17 | Germania (bandiera)       | A     | Rubic Ghasemi-Nobakht |
| 18 | Costa d'Avorio (bandiera) | A     | Arouna Koné           |
| 19 | Germania (bandiera)       | D     | Christian Schulz      |
| 20 | Polonia (bandiera)        | C     | Jacek Krzynówek       |
| 21 | Tunisia (bandiera)        | D     | Karim Haggui          |

| N. |                        | Ruolo | Calciatore          |
| -- | ---------------------- | ----- | ------------------- |
| 22 | Albania (bandiera)     | C     | Valdet Rama         |
| 23 | Tunisia (bandiera)     | D     | Sofian Chahed       |
| 24 | Rep. Ceca (bandiera)   | A     | Jiří Štajner        |
| 25 | Brasile (bandiera)     | C     | Élson               |
| 26 | Germania (bandiera)    | C     | Jan Rosenthal       |
| 27 | Germania (bandiera)    | P     | Florian Fromlowitz  |
| 28 | Germania (bandiera)    | D     | Leon Balogun        |
| 30 | Germania (bandiera)    | P     | Morten Jensen       |
| 31 | Germania (bandiera)    | D     | Tim Hoffmann        |
| 32 | Finlandia (bandiera)   | A     | Mikael Forssell     |
| 33 | Germania (bandiera)    | C     | Manuel Schmiedebach |
| 34 | Germania (bandiera)    | D     | Konstantin Rausch   |
| 35 | Germania (bandiera)    | C     | Sofien Chahed       |
| 36 | Germania (bandiera)    | C     | Hendrik Hahne       |
| 37 | Stati Uniti (bandiera) | C     | Salvatore Zizzo     |
| 38 | Germania (bandiera)    | C     | Jaroslaw Linder     |
| 41 | Germania (bandiera)    | C     | Henrik Ernst        |
| 42 | Germania (bandiera)    | A     | Florian Büchler     |

### Staff tecnico
Allenatore:  Mirko Slomka

Allenatore in seconda:  Norbert Düwel

Allenatore portieri:  Jörg Sievers

### La scomparsa di Enke
Della rosa dell'Hannover di questa stagione ha fatto parte anche il n.1 portiere tedesco Robert Enke, scomparso il 10 novembre 2009. Enke aveva fatto segnare 6 presenze in Bundesliga e il suo posto tra i pali è stato successivamente preso dal n.27 Florian Fromlowitz.

## Risultati

### Bundesliga

#### Girone di andata
| Arbitro: | Winkmann |

|           |           |  |
| Kačar 82’ | Marcatori |  |

| Arbitro: | Zwayer |

|                    |           |           |
| Štajner 56’ (rig.) | Marcatori | 52’ Bancé |

| Arbitro: | Drees |

|  |           |                  |
|  | Marcatori | 15’, 86’ Štajner |

| Arbitro: | Wagner |

|  |           |             |
|  | Marcatori | 40’ Eduardo |

| Brema 13 settembre 2009, ore 15:30 CEST 5ª giornata | Werder Brema | 0 – 0 referto | Hannover 96 | Weserstadion (34 000 spett.)\| Arbitro: \| Schmidt \| |
| Arbitro:                                            | Schmidt      |               |             |                                                       |

| Arbitro: | Perl |

|           |           |           |
| Konan 48’ | Marcatori | 45’ Şahin |

| Arbitro: | Gagelmann |

|                                               |           |                                 |
| Misimović 8’ Gentner 45’ Hasebe 48’ Džeko 62’ | Marcatori | 28’ Balitsch 50’ (aut.) Madlung |

| Arbitro: | Stark |

|                                                       |           |                          |
| Chahed 7’ Bruggink 10’ Haggui 45’ Konan 85’ Pinto 90’ | Marcatori | 35’ Banović 82’ Schuster |

| Arbitro: | Aytekin |

|                             |           |             |
| Lymperopoulos 24’ Meier 74’ | Marcatori | 68’ Štajner |

| Arbitro: | Winkmann |

|           |           |  |
| Konan 30’ | Marcatori |  |

| Arbitro: | Fleischer |

|  |           |               |
|  | Marcatori | 36’ Rosenthal |

| Arbitro: | Drees |

|                              |           |                     |
| Konan 26’ Štajner 88’ (rig.) | Marcatori | 15’ Jansen 44’ Elia |

| Arbitro: | Wagner |

|                        |           |  |
| Farfán 69’ Morávek 90’ | Marcatori |  |

| Arbitro: | Kinhöfer |

|  |           |                               |
|  | Marcatori | 19’ Müller 47’ Olić 90’ Gómez |

| Hannover 5 dicembre 2009, ore 15:30 CET 15ª giornata | Hannover 96 | 0 – 0 referto | Bayer Leverkusen | AWD-Arena (34 341 spett.)\| Arbitro: \| Sippel \| |
| Arbitro:                                             | Sippel      |               |                  |                                                   |

| Arbitro: | Kempter |

|                                                                        |           |                           |
| Haggui 15’ (aut.), 90’ (aut.) Friend 22’ Djakpa 58’ (aut.) Bradley 68’ | Marcatori | 36’, 69’ Konan 87’ Schulz |

| Arbitro: | Kircher |

|                     |           |                                 |
| Schlaudraff 6’, 33’ | Marcatori | 51’ Freier 54’ Epalle 86’ Fuchs |

#### Girone di ritorno
| Arbitro: | Gagelmann |

|  |           |                                     |
|  | Marcatori | 29’ Piszczek 33’ Raffael 80’ Gkekas |

| Arbitro: | Winkmann |

|             |           |  |
| Schürrle 4’ | Marcatori |  |

| Arbitro: | Kircher |

|             |           |                       |
| Štajner 65’ | Marcatori | 31’, 64’, 69’ Bunjaku |

| Arbitro: | Fleischer |

|                                  |           |          |
| Eduardo 35’ Salihović 40’ (rig.) | Marcatori | 57’ Koné |

| Arbitro: | Schmidt |

|            |           |                                                                  |
| Schulz 59’ | Marcatori | 12’ Niemeyer 18’ Naldo 26’ (aut.) Andreasen 44’ Hunt 68’ Pizarro |

| Arbitro: | Wagner |

|                                                           |           |          |
| Subotić 44’ Eggimann 60’ (aut.) Valdez 77’ Großkreutz 88’ | Marcatori | 82’ Koné |

| Arbitro: | Brych |

|  |           |               |
|  | Marcatori | 78’ Misimović |

| Arbitro: | Kinhöfer |

|                |           |                            |
| Abdessadki 70’ | Marcatori | 63’ Élson 73’ (aut.) Cissé |

| Arbitro: | Gagelmann |

|                         |           |              |
| Andreasen 14’ Pinto 57’ | Marcatori | 45’ Altıntop |

| Arbitro: | Winkmann |

|                 |           |  |
| Marica 36’, 54’ | Marcatori |  |

| Arbitro: | Drees |

|                |           |                                               |
| Cherundolo 81’ | Marcatori | 13’, 70’ Tošić 20’ Petit 28’ (rig.) Novakovič |

| Amburgo 4 aprile 2010, ore 17:30 CEST 29ª giornata | Amburgo | 0 – 0 referto | Hannover 96 | HSH Nordbank Arena (57 000 spett.)\| Arbitro: \| Sippel \| |
| Arbitro:                                           | Sippel  |               |             |                                                            |

| Arbitro: | Gagelmann |

|                                                   |           |                            |
| Westermann 17’ (aut.) Konan 29’, 90’ Balitsch 80’ | Marcatori | 46’ Edu 52’ (rig.) Rakitić |

| Arbitro: | Wingenbach |

|                                                    |           |  |
| Olić 21’, 49’ Robben 30’, 50’, 90’ Müller 44’, 62’ | Marcatori |  |

| Arbitro: | Kinhöfer |

|                                     |           |  |
| Kießling 25’, 88’ (rig.) Kaplan 64’ | Marcatori |  |

| Arbitro: | Stark |

|                                                                  |           |              |
| Haggui 16’ Pinto 23’ Konan 27’ Hanke 39’ Chahed 53’ Bruggink 74’ | Marcatori | 69’ Herrmann |

| Arbitro: | Gräfe |

|  |           |                                 |
|  | Marcatori | 9’ Bruggink 23’ Hanke 45’ Pinto |

### Coppa di Germania
| Arbitro: | Schmidt |

|                                  |           |               |
| Wagner 61’ Çınar 65’ Senesie 90’ | Marcatori | 40’ Rosenthal |

## Statistiche

### Statistiche di squadra
| Competizione      | Punti | In casa | In casa | In casa | In casa | In casa | In casa | In trasferta | In trasferta | In trasferta | In trasferta | In trasferta | In trasferta | Totale | Totale | Totale | Totale | Totale | Totale | DR  |
| Competizione      | Punti | G       | V       | N       | P       | Gf      | Gs      | G            | V            | N            | P            | Gf           | Gs           | G      | V      | N      | P      | Gf     | Gs     | DR  |
| ----------------- | ----- | ------- | ------- | ------- | ------- | ------- | ------- | ------------ | ------------ | ------------ | ------------ | ------------ | ------------ | ------ | ------ | ------ | ------ | ------ | ------ | --- |
| Bundesliga        | 33    | 17      | 5       | 4       | 8       | 27      | 33      | 17           | 4            | 2            | 11           | 16           | 34           | 34     | 9      | 6      | 19     | 43     | 67     | -24 |
| Coppa di Germania | -     | 0       | 0       | 0       | 0       | 0       | 0       | 1            | 0            | 0            | 1            | 1            | 3            | 1      | 0      | 0      | 1      | 1      | 3      | -2  |
| Totale            | -     | 17      | 5       | 4       | 8       | 27      | 33      | 18           | 4            | 2            | 12           | 17           | 37           | 35     | 9      | 6      | 20     | 44     | 70     | -26 |

### Andamento in campionato
| Giornata  | 1  | 2  | 3 | 4  | 5  | 6  | 7  | 8  | 9  | 10 | 11 | 12 | 13 | 14 | 15 | 16 | 17 | 18 | 19 | 20 | 21 | 22 | 23 | 24 | 25 | 26 | 27 | 28 | 29 | 30 | 31 | 32 | 33 | 34 |
| --------- | -- | -- | - | -- | -- | -- | -- | -- | -- | -- | -- | -- | -- | -- | -- | -- | -- | -- | -- | -- | -- | -- | -- | -- | -- | -- | -- | -- | -- | -- | -- | -- | -- | -- |
| Luogo     | T  | C  | T | C  | T  | C  | T  | C  | T  | C  | T  | C  | T  | C  | C  | T  | C  | C  | T  | C  | T  | C  | T  | C  | T  | C  | T  | C  | T  | C  | T  | T  | C  | T  |
| Risultato | P  | N  | V | P  | N  | N  | P  | V  | P  | V  | V  | N  | P  | P  | N  | P  | P  | P  | P  | P  | P  | P  | P  | P  | V  | V  | P  | P  | N  | V  | P  | P  | V  | V  |
| Posizione | 16 | 14 | 8 | 13 | 11 | 12 | 14 | 11 | 12 | 11 | 11 | 10 | 10 | 12 | 12 | 13 | 14 | 16 | 16 | 16 | 16 | 16 | 16 | 17 | 16 | 16 | 16 | 17 | 17 | 16 | 17 | 17 | 15 | 15 |

Legenda:

Luogo: C = Casa; T = Trasferta. Risultato: V = Vittoria; N = Pareggio; P = Sconfitta.

### Statistiche dei giocatori
| Giocatore          | Bundesliga | Bundesliga | Bundesliga  | Bundesliga | Coppa di Germania | Coppa di Germania | Coppa di Germania | Coppa di Germania | Totale   | Totale | Totale      | Totale     |
| Giocatore          | Presenze   | Reti       | Ammonizioni | Espulsioni | Presenze          | Reti              | Ammonizioni       | Espulsioni        | Presenze | Reti   | Ammonizioni | Espulsioni |
| ------------------ | ---------- | ---------- | ----------- | ---------- | ----------------- | ----------------- | ----------------- | ----------------- | -------- | ------ | ----------- | ---------- |
| F. Fromlowitz      | 28         | 0          | 0           | 0          | -                 | -                 | -                 | -                 | 28       | 0      | 0           | 0          |
| U. Gospodarek      | -          | -          | -           | -          | -                 | -                 | -                 | -                 | -        | -      | -           | -          |
| M. Jensen          | -          | -          | -           | -          | -                 | -                 | -                 | -                 | -        | -      | -           | -          |
| C. Avevor          | -          | -          | -           | -          | -                 | -                 | -                 | -                 | -        | -      | -           | -          |
| L. Balogun         | 2          | 0          | 0           | 0          | -                 | -                 | -                 | -                 | 2        | 0      | 0           | 0          |
| S. Cherundolo      | 26         | 1          | 8           | 0          | 1                 | 0                 | 0                 | 0                 | 27       | 1      | 8           | 0          |
| C. Djakpa          | 24         | 0          | 5           | 0          | -                 | -                 | -                 | -                 | 24       | 0      | 5           | 0          |
| J. Ďurica          | 9          | 0          | 1           | 0          | -                 | -                 | -                 | -                 | 9        | 0      | 1           | 0          |
| M. Eggimann        | 19         | 0          | 2           | 0          | -                 | -                 | -                 | -                 | 19       | 0      | 2           | 0          |
| K. Haggui          | 30         | 2          | 3           | 0          | 1                 | 0                 | 0                 | 0                 | 31       | 2      | 3           | 0          |
| T. Hofmann         | -          | -          | -           | -          | -                 | -                 | -                 | -                 | -        | -      | -           | -          |
| C. Schulz          | 33         | 2          | 8           | 0          | 1                 | 0                 | 1                 | 0                 | 34       | 2      | 9           | 0          |
| Vinícius           | -          | -          | -           | -          | -                 | -                 | -                 | -                 | -        | -      | -           | -          |
| L. Andreasen       | 7          | 1          | 1           | 0          | -                 | -                 | -                 | -                 | 7        | 1      | 1           | 0          |
| H. Balitsch        | 27         | 2          | 7           | 1          | 1                 | 0                 | 0                 | 0                 | 28       | 2      | 7           | 1          |
| A. Bruggink        | 26         | 3          | 5           | 0          | 1                 | 0                 | 0                 | 0                 | 27       | 3      | 5           | 0          |
| S. Chahed          | 16         | 2          | 2           | 0          | -                 | -                 | -                 | -                 | 16       | 2      | 2           | 0          |
| S. Chahed          | -          | -          | -           | -          | -                 | -                 | -                 | -                 | -        | -      | -           | -          |
| Élson              | 7          | 1          | 1           | 0          | -                 | -                 | -                 | -                 | 7        | 1      | 1           | 0          |
| H. Ernst           | 2          | 0          | 0           | 0          | -                 | -                 | -                 | -                 | 2        | 0      | 0           | 0          |
| H. Hahne           | -          | -          | -           | -          | -                 | -                 | -                 | -                 | -        | -      | -           | -          |
| J. Krzynówek       | 11         | 0          | 0           | 0          | 1                 | 0                 | 0                 | 0                 | 12       | 0      | 0           | 0          |
| A. Lala            | 4          | 0          | 1           | 0          | -                 | -                 | -                 | -                 | 4        | 0      | 1           | 0          |
| V. Rama            | 15         | 0          | 1           | 0          | 1                 | 0                 | 0                 | 0                 | 16       | 0      | 1           | 0          |
| K. Rausch          | 26         | 0          | 1           | 0          | 1                 | 0                 | 0                 | 0                 | 27       | 0      | 1           | 0          |
| J. Rosenthal       | 16         | 1          | 1           | 0          | 1                 | 1                 | 1                 | 0                 | 17       | 2      | 2           | 0          |
| M. Schmiedebach    | 14         | 0          | 0           | 0          | 1                 | 0                 | 0                 | 0                 | 15       | 0      | 0           | 0          |
| S. Pinto           | 26         | 4          | 7           | 0          | -                 | -                 | -                 | -                 | 26       | 4      | 7           | 0          |
| S. Zizzo           | 1          | 0          | 0           | 0          | -                 | -                 | -                 | -                 | 1        | 0      | 0           | 0          |
| F. Büchler         | 1          | 0          | 0           | 0          | -                 | -                 | -                 | -                 | 1        | 0      | 0           | 0          |
| M. Forssell        | 2          | 0          | 0           | 0          | 1                 | 0                 | 1                 | 0                 | 3        | 0      | 1           | 0          |
| R. Ghasemi-Nobakht | 1          | 0          | 0           | 0          | -                 | -                 | -                 | -                 | 1        | 0      | 0           | 0          |
| M. Hanke           | 18         | 2          | 0           | 0          | 1                 | 0                 | 0                 | 0                 | 19       | 2      | 0           | 0          |
| A. Koné            | 8          | 2          | 0           | 0          | -                 | -                 | -                 | -                 | 8        | 2      | 0           | 0          |
| J. Lindner         | 1          | 0          | 0           | 0          | -                 | -                 | -                 | -                 | 1        | 0      | 0           | 0          |
| J. Schlaudraff     | 10         | 2          | 2           | 0          | -                 | -                 | -                 | -                 | 10       | 2      | 2           | 0          |
| J. Štajner         | 30         | 6          | 3           | 1          | 1                 | 0                 | 0                 | 0                 | 31       | 6      | 3           | 1          |
| D. Konan           | 25         | 9          | 4           | 1          | -                 | -                 | -                 | -                 | 25       | 9      | 4           | 1          |
| R. Enke            | 6          | 0          | 0           | 0          | 1                 | 0                 | 0                 | 0                 | 7        | 0      | 0           | 0          |